# Korstmossen-dennenbos
Het korstmossen-dennenbos (Cladonio-Pinetum) is een voor Nederland zeldzame associatie uit het verbond van naaldbossen (Dicrano-Pinion). Het is een oligotrafente bosgemeenschap die voorkomt op droge, zure zandbodems en die gekenmerkt wordt door de aanwezigheid van rendiermossen.

## Naamgeving en codering
| Cladonio-Pinetum Juraszek 1927                                         |
| Cladonio arbusculae-Pinetum sylvestris                                 |
| Cladonio rangiferinae-Pinetum sylvestris (Kobenza 1930) em. Pass. 1956 |

- Duits: Flechten-Kiefernwald
- Syntaxoncode voor Nederland (rVvN): r44Aa02

De wetenschappelijke naam Cladonio-Pinetum is afgeleid van de botanische namen van twee diagnostische taxa voor de associatie: rendiermossen (Cladonia sp.) en grove den (Pinus sylvestris).

## Fysiognomie
Het korstmossen-dennenbos is een laagblijvende naaldbosvegetatie. De boomlaag wordt maximaal 10 m hoog en bestaat praktisch volledig uit weinig vitale exemplaren van grove den en in mindere mate zomereik. De struiklaag is weinig ontwikkeld, de kruidlaag is beperkt tot struikhei en schrale grassen als bochtige smele. 
De moslaag is zeer goed ontwikkeld en bestaat uit zowel bladmossen als korstmossen.

## Ecologie

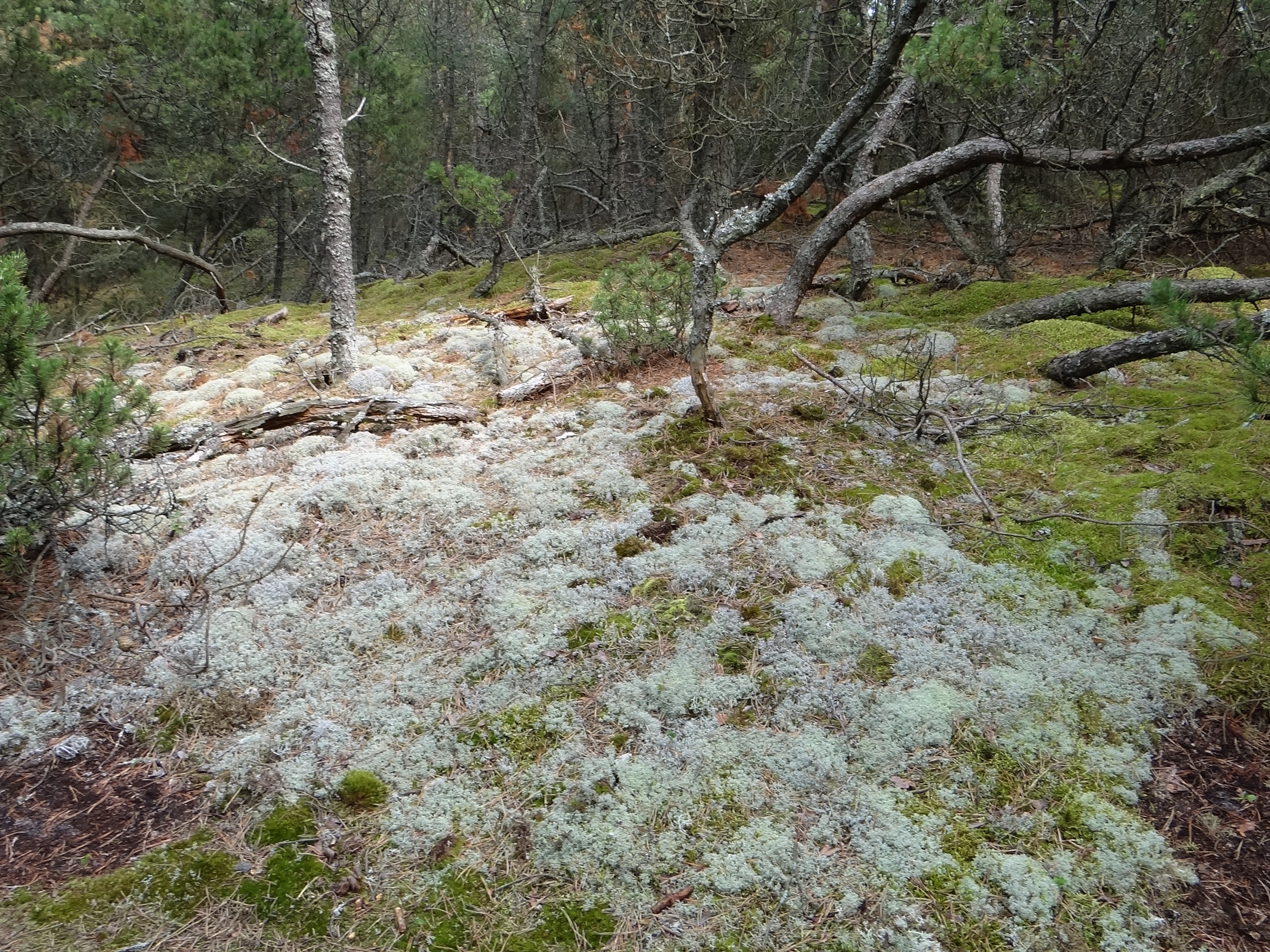
Het aspect van de moslaag van een korstmossen-dennenbos in Polen.

Het korstmossen-dennenbos is een voor Nederland zeer zeldzaam en bedreigd bostype, dat voorkomt op droge, voedselarme en zure zandbodems zoals op stuifzand, op droge heide en in kalkarme duinen.
Deze vegetatie zal spontaan, maar zeer traag, verder evolueren naar het kussentjesmos-dennenbos.

## Verspreiding
Het korstmossen-dennenbos heeft een breed verspreidingsgebied over het laagland van West- en Centraal-Europa. 
In Nederland is ze zeer zeldzaam en komt enkel voor in de stuifzanden op de hogere zandgronden of in de duinen. De associatie behoort tot de meest bedreigde Nederlandse plantengemeenschappen.

## Diagnostische taxa voor Nederland en Vlaanderen

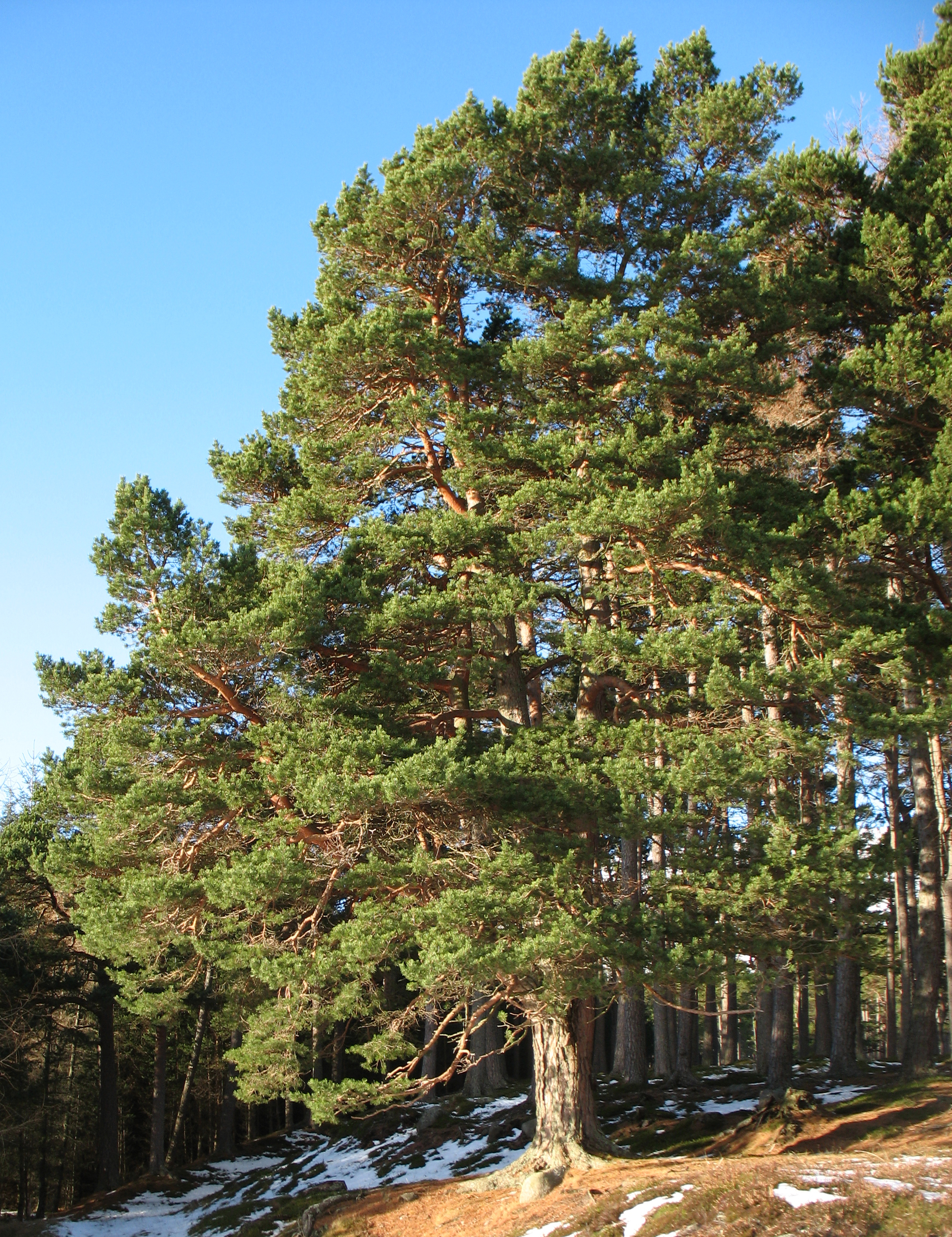
Grove den

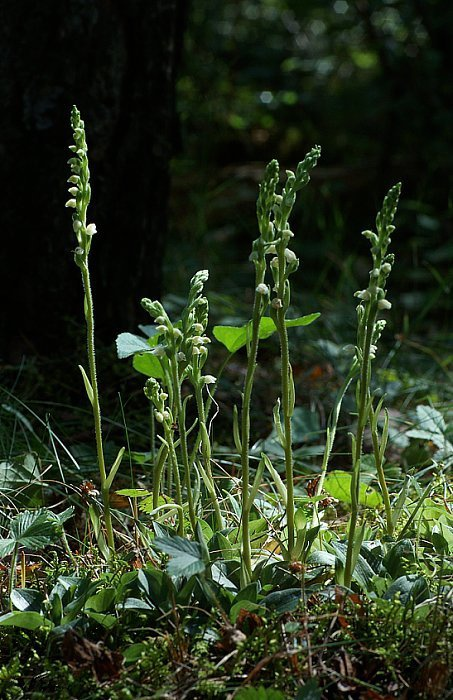
Dennenorchis

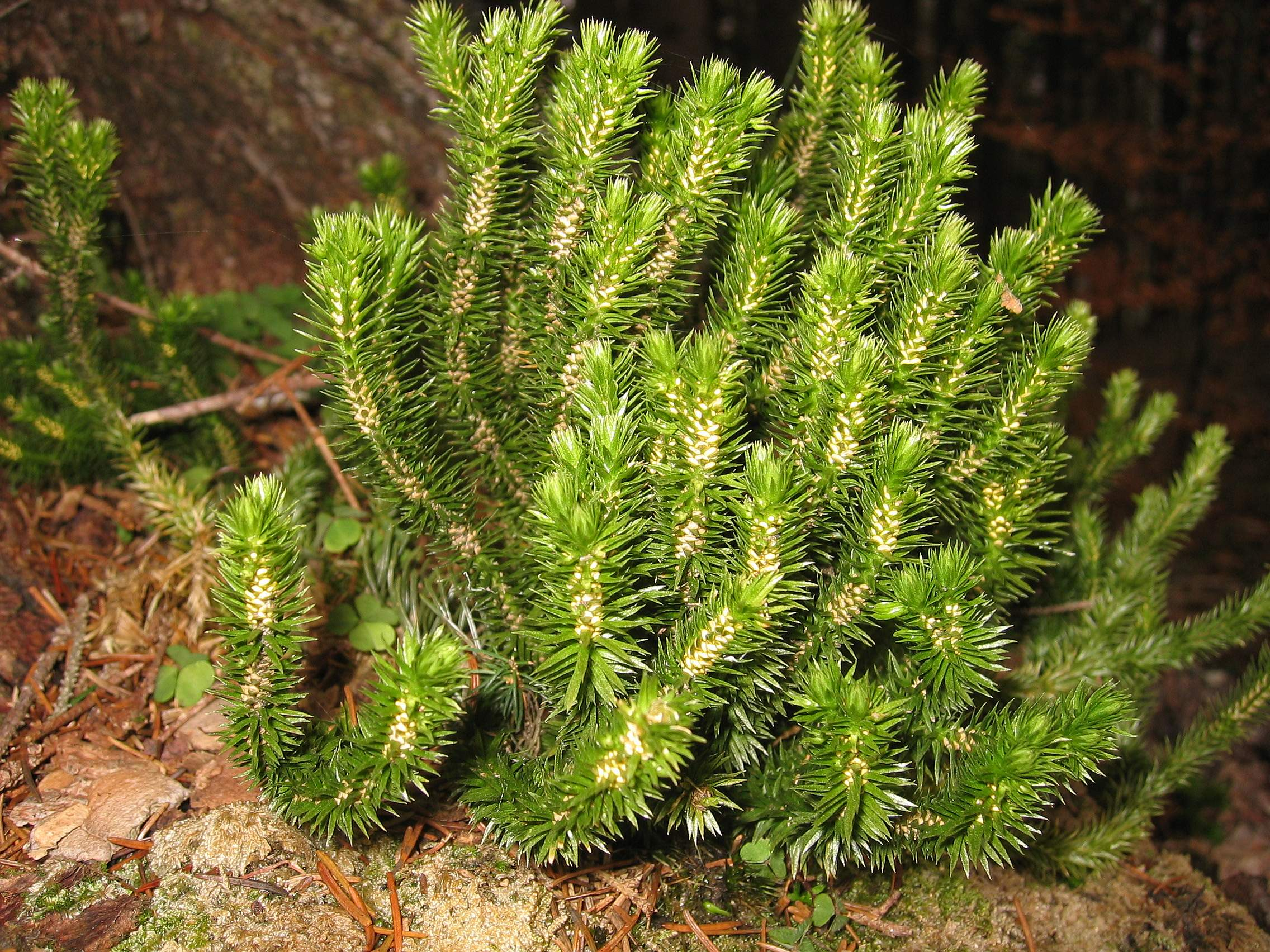
Dennenwolfsklauw

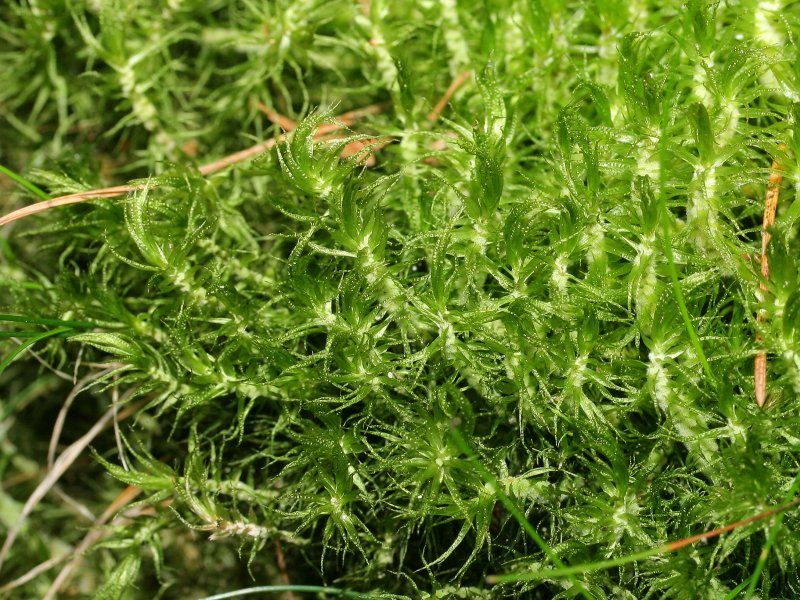
Gerimpeld gaffeltandmos

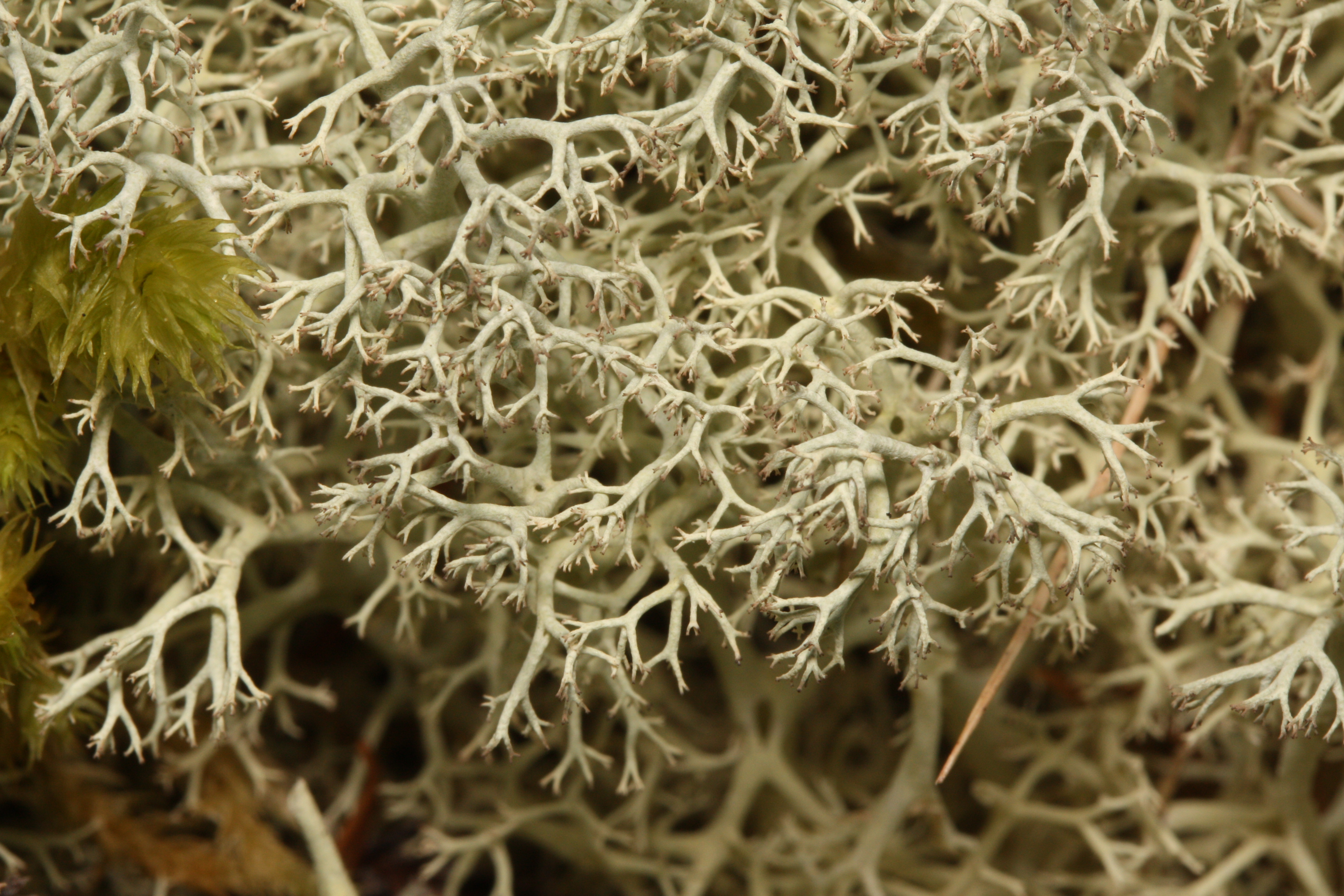
Open rendiermos

De associatie heeft geen specifieke kentaxa, maar enkele kensoorten van de klasse van naaldbossen zijn vrij strikt beperkt tot deze associatie: de grote-, dennen- en  stekende wolfsklauw, het klein wintergroen, het Linnaeusklokje, het gerimpeld gaffeltandmos en het riempjesmos. 
Daarnaast vindt men vooral soorten van stuifzand en droge heide, zoals struikhei, bochtige smele, fijn schapengras en verschillende rendiermossen, die het korstmossen-dennenbos differentiëren ten opzichte van de associatie van het kussentjesmos-dennenbos.
In de onderstaande tabel staan de belangrijkste diagnostische taxa voor Nederland en Vlaanderen.
Boomlaag
| Kentaxon | Diff.soort | Presentie | Triviale naam | Botanische naam  | Opmerking |
| -------- | ---------- | --------- | ------------- | ---------------- | --------- |
| kV       |            | > 70%     | grove den     | Pinus sylvestris |           |
|          |            | > 60%     | zomereik      | Quercus robur    |           |
|          |            | > 20%     | zachte berk   | Betula pubescens |           |

Struiklaag
| Kentaxon | Diff.soort | Presentie | Triviale naam         | Botanische naam  | Opmerking |
| -------- | ---------- | --------- | --------------------- | ---------------- | --------- |
|          |            | > 40%     | Amerikaanse vogelkers | Prunus serotina  |           |
|          |            | > 30%     | wilde lijsterbes      | Sorbus aucuparia |           |

Kruidlaag
| Kensoort | Diff.soort | Presentie | Triviale naam       | Botanische naam      | Opmerking                          |
| -------- | ---------- | --------- | ------------------- | -------------------- | ---------------------------------- |
| kK       |            | < 10%     | dennenorchis        | Goodyera repens      |                                    |
| kK       |            | < 10%     | dennenwolfsklauw    | Huperzia selago      |                                    |
| kK       |            | < 10%     | stekende wolfsklauw | Lycopodium annotinum |                                    |
| kK       |            | < 10%     | linnaeusklokje      | Linnaea borealis     |                                    |
|          | dA         | > 70%     | struikhei           | Calluna vulgaris     | t.o.v. het kussentjesmos-dennenbos |
|          |            | > 50%     | bochtige smele      | Avenella flexuosa    |                                    |
|          | dA         | > 40%     | fijn schapengras    | Festuca filiformis   | t.o.v. het kussentjesmos-dennenbos |
|          |            | > 30%     | pijpenstrootje      | Molinia caerulea     |                                    |
|          |            |           | grote wolfsklauw    | Lycopodium clavatum  |                                    |
|          |            |           | klein wintergroen   | Pyrola minor         |                                    |

Moslaag
| Kentaxon | Diff.soort | Presentie | Triviale naam           | Botanische naam           | Opmerking                          |
| -------- | ---------- | --------- | ----------------------- | ------------------------- | ---------------------------------- |
| kV       |            | > 50%     | gerimpeld gaffeltandmos | Dicranum polysetum        |                                    |
| kK       |            | < 10%     | gerimpeld platmos       | Plagiothecium undulatum   |                                    |
| kK       |            | < 10%     | struisveermos           | Ptilium crista-castrensis |                                    |
| kK       |            | < 10%     | riempjesmos             | Rhytidiadelphus loreus    |                                    |
|          |            | > 90%     | gewoon gaffeltandmos    | Dicranum scoparium        |                                    |
|          |            | > 70%     | bronsmos                | Pleurozium schreberi      |                                    |
|          |            | > 50%     | gewoon peermos          | Pohlia nutans             |                                    |
|          |            | > 50%     | gewoon klauwtjesmos     | Hypnum cupressiforme      |                                    |
|          |            | > 30%     | heideklauwtjesmos       | Hypnum jutlandicum        |                                    |
|          | dA         | > 30%     | open rendiermos         | Cladonia portentosa       | t.o.v. het kussentjesmos-dennenbos |

## Fotogalerij

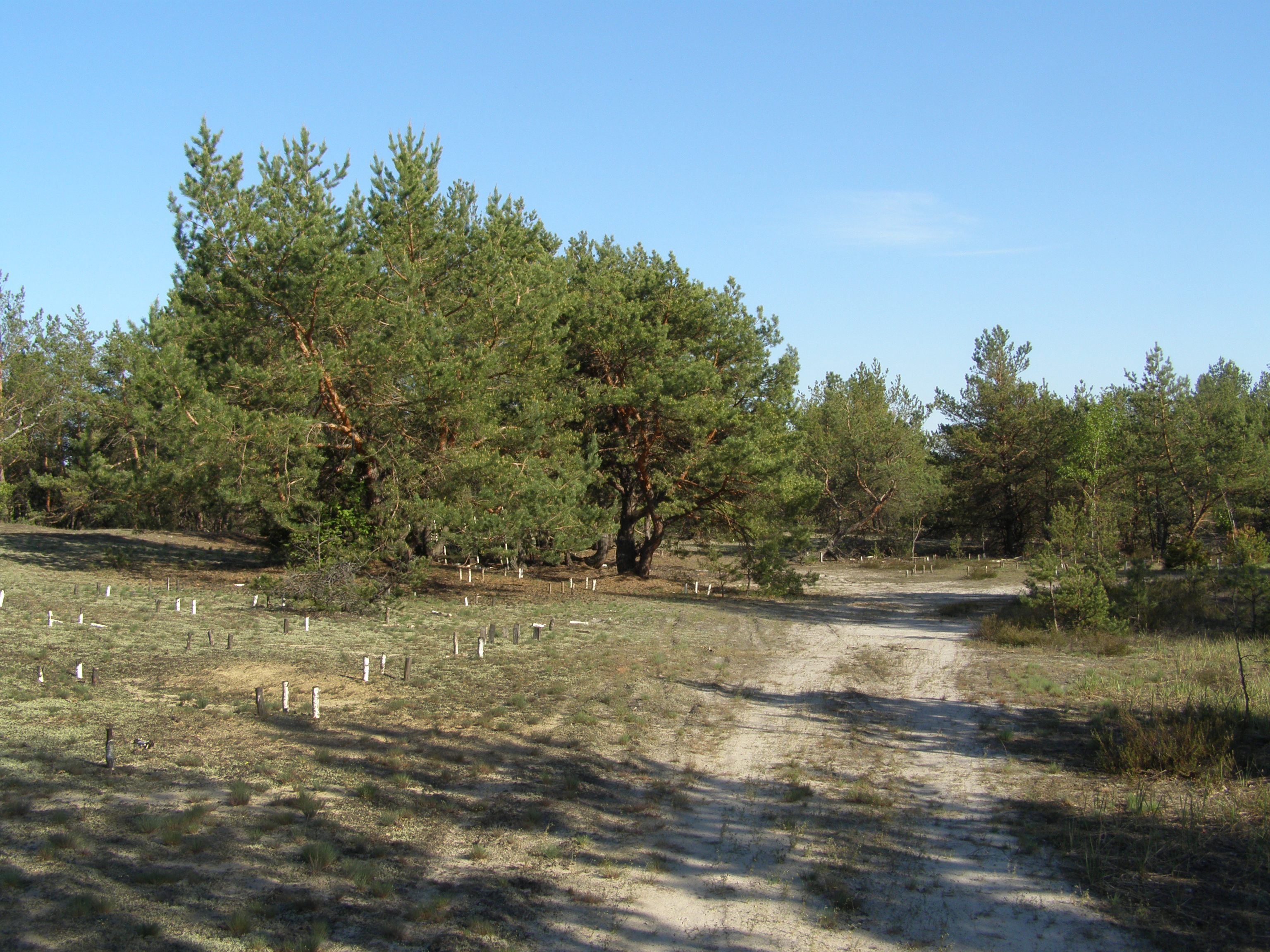
Korstmossen-dennenbos in contact met de associatie van buntgras en heidespurrie
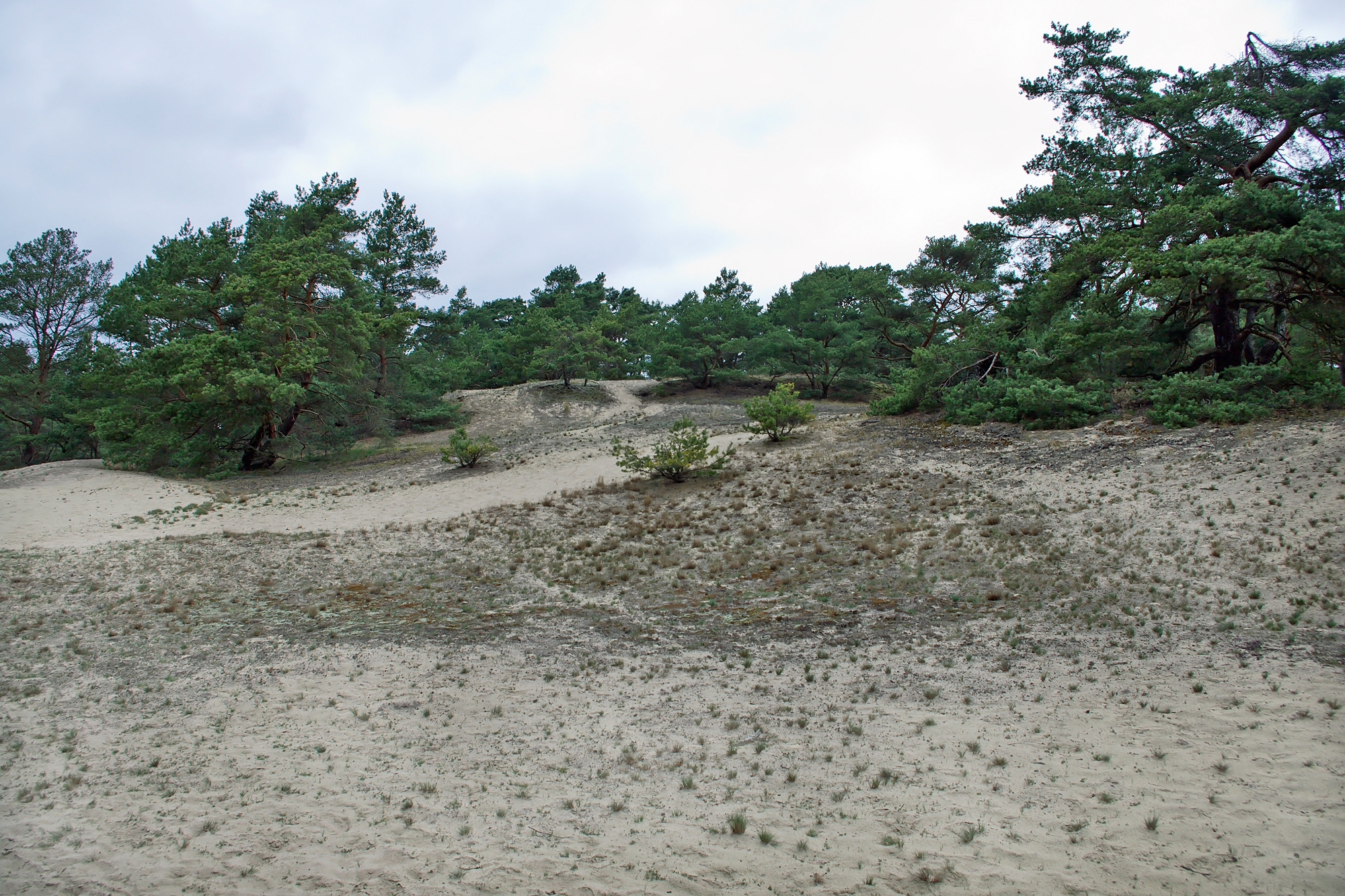
Korstmossen-dennenbos in contact met de associatie van buntgras en heidespurrie

## Bedreiging en bescherming
Net als de meeste oligotrafente bosgemeenschappen wordt het ook het korstmossen-dennenbos bedreigd door verruiging, en dat vooral door hoge stikstofdepositie vanuit de atmosfeer. 